# ارول سابانوف
ارول سابانوف (انگلیسی: Erol Sabanov؛ زادهٔ ۱۶ مهٔ ۱۹۷۴) بازیکن فوتبال اهل آلمان است.
از باشگاه‌هایی که در آن بازی کرده‌است می‌توان به باشگاه فوتبال زاربروکن، باشگاه فوتبال یان رگنسبورگ، باشگاه فوتبال وی‌اف‌آر آلن، و باشگاه فوتبال هایدنهایم اشاره کرد.